# Социологија ризика
Социологија ризика се бави вероватноћом штетних последица на људе изложене опасностима и утицајем на људски развој као групе. Штетни ефекти по људско здравље укључују смрт, болест и повреде. Такви ефекти могу бити акутни или хронични; акутни се односе на нежељение ефекате које се појављују брзо, док се хронична односе на нежељение ефекате који се дешавају током дугог временског периода. Ризични агенти животне средине имају акутне или хроничне ефеке на здравље, као што су цигарете, пестициди и друга отровна средстава, технологије, догађаји и слично. Ризик је ситуација или догађај где је нешто од људског значаја (укључујући и саме људе) у питању и где је исход неизвестан.

## Одређивање ризика
Одређивање ризика је типично дефинисан као процена могућности и важности негативних ефеката на људе који воде до излагања ризику. Национални истраживачки одбор САД-a (1983) је одредио четири јасна корака у одређивању ризика:
1. идентификација ризика
2. одређење опасности
3. одређење количине изложености
4. карактеризација ризика

### Идентификација ризика
Идентификација ризика је процес установљавања да супстанца, технологија, или догођај може негативно да утиче на љидско здравље или изазове смрт. Различите технике су коришћене ради идентификације ризика, укључујући епидемиолошке и лабораторијске методе. Негативне последице укључују трауматичне повреде, рак и остала хронична обољења, репродуктивне проблеме као што су стерилитет и побачај, неуробихевиоралистичке проблеме, акутна или хронична оштећења специфичних органа, дефекти при рођењу, рана смрт. Циљ је поставити везу између одавања ризику и негативних ефекта на здравље или смрт.

### Одређење опасности
Одређивање опасности одређује везу између важности и негативних здравствених ефеката или смрти. Овај корак често укључује одлуке разних субпопулација, односно на који начин оне доживљавају изложеност стресу. Овим кораком се процењује природа и важност здравствених потешкоћа под различитим условима стреса и његовом излагању зз помоћ епидемиологије и експеримената над животињама.

### Одређење количине изложености
Одређење количине изложености је схваћено као одређење природе и степена људске изложености ризику. Извор, рута, количина, учесталост, време трајања и тајминг излагања ризику, као и типови популације изложене ризику су циљеви одређивања количине изложености.

### Карактеризација ризика
Карактеризација ризика је рекапитулација информација о могућности и важности негативних последица у претходна три корака. Карактеризације ризика су квантитативне процене природе и степена ризика повезаног са излагањем ризичним узроцима и често садржи несигурне информације (као што су грешке везане за статистичке податке).

## Процена ризика
Процена ризика је одређивање прихватљивости ризика. Процес је често контроверзан зато што је одређење прихватљивог ризика више политичка него техничка одлука. Развијени су различити методи ради одређивања прихватљивости. Традиционалне технике укључују ризик-вредност-корист рачун, показане преференце (ситуације у којима су људи ризиковали), изражене преференце (субјективно схваћена озбиљност ризика), и други.
Најчешће коришћене су ризик-вредност-корист рачуни. Ризик-вредност-корист анализа је заснована на идеји да ризик повезан са одређењим извором ризика је прихватљив, ако економска или другачија корист извора надмашује цену (вредност). На основу економске ефикасности, овај метод је био критикован на више основа, укључујући проблеме доделе монетарне вредности људском здрављу и неадекватна дистрибуција ризика међу популацијама (Акремен и Хајзерлинг 2004).
Метода показане преференце је заснована на сумњи да је ризик нових извора ризика прихватљив, ако не превазилазе ризике постојећих ризичних одлука и праксе које имају сличну корист.
Метод изражене преференце се односи на јавне преференце прихватљивости и препознавања ризика. Упитници, лабораторијска истраживања, јавна саслушања и остали видови испитивања су често коришћени да одреде јавне преференце.

## Управљање ризиком
Управљање ризиком је процес спречавања, контролисања, или ублажавања ризика који су узети за неприхватљиве. Постоје различити начини контролисања неприхватљивих ризика, укључујући директне и индиректне прописе. Директан пропис се односи на активну интеракцију на тржишту, тако што се забрањују изазивачи ризика, или се смањује њихов ризик на ниво прихватљивости увођењем закона. Индиректан пропис почиње са прихватањем ризика, али онда покушава да охрабри мудро понашање, тако што информише људе под ризиком стављањем налепница упозорења.